# Icona
Icona is een geslacht van spinnen uit de  familie van de Theridiidae (kogelspinnen).

## Soorten
- Icona alba Forster, 1955
- Icona drama Forster, 1964